# Roucheria sipapoensis
Roucheria sipapoensis là một loài thực vật có hoa trong họ Linaceae. Loài này được Jardim & P.E.Berry miêu tả khoa học đầu tiên năm 1999.